# جبل العرضة
العرضة جبل من سلسة جبال السروات، يقع بالقرب من مدينة الباحة في منطقة الباحة بالمملكة العربية السعودية، ويبلغ ارتفاعه 2,513 م (8,245 قدم)*.